# Финикс Лејк-Сидар Риџ
Финикс Лејк-Сидар Риџ (енгл. Phoenix Lake-Cedar Ridge) насељено је место без административног статуса у америчкој савезној држави Калифорнија.

## Демографија
По попису из 2000. године број становника је 5.123.
| Група             | 2000.         | 2010.    |
| Белци             | 4.664 (91,0%) | 0 (0,0%) |
| Афроамериканци    | 18 (0,4%)     | 0 (0,0%) |
| Азијати           | 35 (0,7%)     | 0 (0,0%) |
| Хиспаноамериканци | 256 (5,0%)    | 0 (0,0%) |
| Укупно            | 5.123         | 0        |